# Wiesenthaler K3
Das Wiesenthaler K3 ist ein Gebäude und beherbergt das Museum, die Gästeinformation und die Bibliothek des Kurortes Oberwiesenthal im sächsischen Erzgebirgskreis.

## Geschichte des Gebäudes

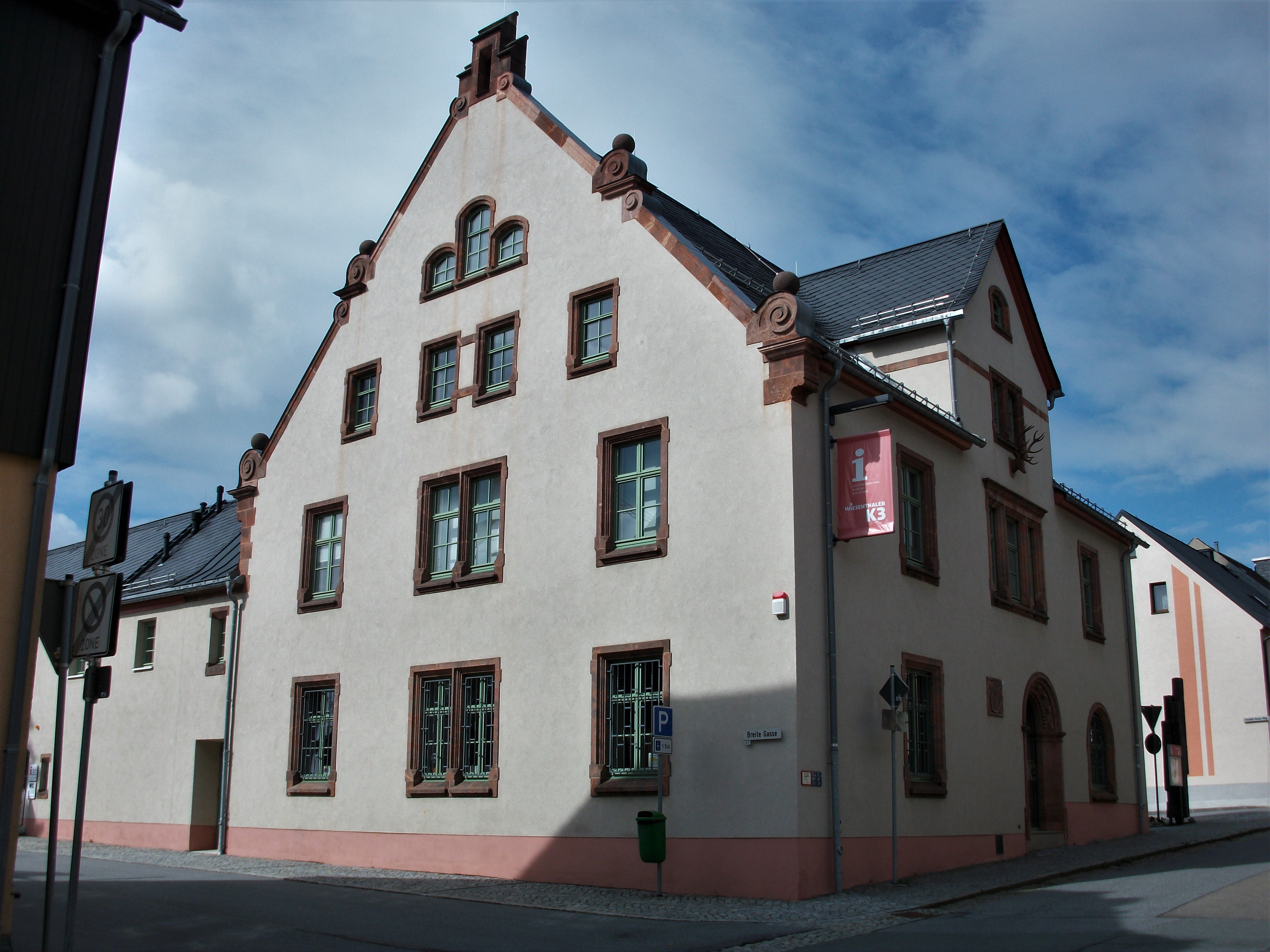
Wiesenthaler K3 – Museum für Wintersport und Stadtgeschichte

Das heutige Gebäude geht im Kern auf ein Wohnhaus zurück, welches in der zweiten Hälfte des 17. Jahrhunderts erbaut wurde. Aus dieser Zeit haben sich eine Holzbalkendecke sowie die repräsentative Stuckdecke im Flur erhalten. Ende des 19. Jahrhunderts wurde das Haus als Königlich-Sächsisches Forstamt genutzt. Zu dieser Zeit wurden die heute noch zu sehenden Fenster- und Türfassungen aus rotem Porphyr eingefügt. Zur Zeit der DDR befanden sich im Gebäude unter anderem Wohnungen, ein Delikatladen sowie, als Vorläufer des heutigen Museums, das Ski- und Heimatmuseum Oberwiesenthal.
Von 2012 bis 2014 erfolgte eine Sanierung des Hauses und ein moderner Gebäudeteil wurde angebaut. Die Dauerausstellung des Museums wurde völlig neu eingerichtet. Das Gebäude erhielt den Namen Wiesenthaler K3 und wurde am 12. September 2014 eröffnet. Es entstand als Teil des europäischen Projektes zur „Intensivierung der grenzüberschreitenden touristischen Zusammenarbeit zwischen der Stadt Kurort Oberwiesenthal und der Stadt Ostrov“.

## Museum

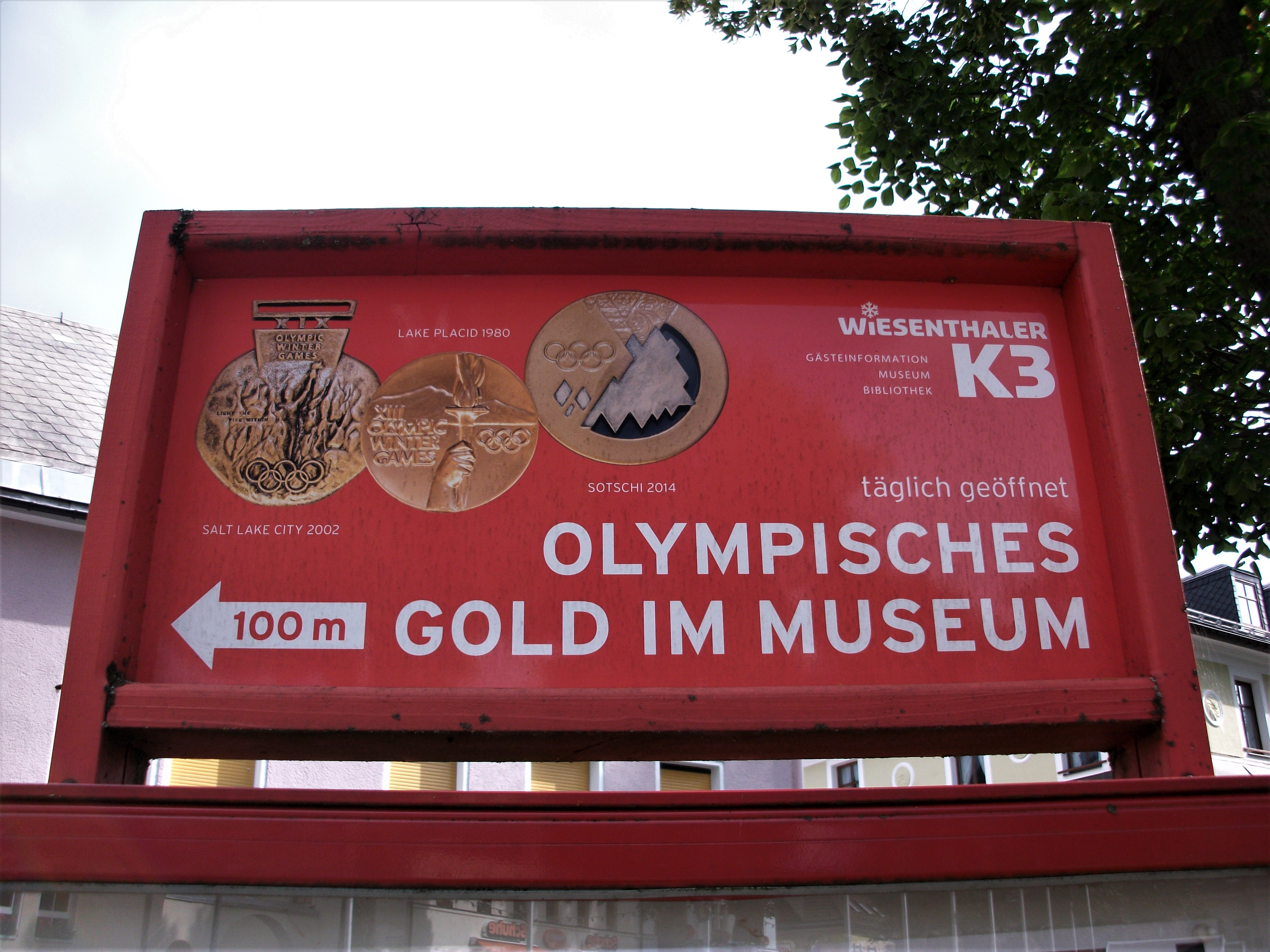
Wiesenthaler K3 – Museum für Wintersport und Stadtgeschichte (Infotafel)

In der Dauerausstellung des Museums wird die Entstehung und Entwicklung des Ortes erläutert. Ein großer Bereich ist dabei dem Wintersport gewidmet, weshalb das Haus auch als offizielles FIS Ski Museum anerkannt ist. Außerdem werden Originale des Künstlers William Wauer und des Erzgebirgssängers Anton Günter präsentiert.

### Museumsleiter
- Brigitte Roscher (1991–2005)[4]
- ohne Museumsleiterin (2006–2012)
- Diana Turtenwald (2013–2014)[5][6]
- Eva Blaschke (2015–2024)[7][8]

## Veröffentlichungen
- Diana Turtenwald: Der Künstler William Wauer, Broschüre zur Ausstellung, 2014.
- Eva und Wolfgang Blaschke: Von Annaberg nach Oberwiesenthal – Eine historische Bilderreise durch das Obererzgebirge, Sutton Verlag, 2018.